# Friedrich Wilhelm Mohr
Friedrich Wilhelm Mohr (ur. 23 grudnia 1951 w Prenzlau, Brandenburgia) – niemiecki kardiochirurg i nauczyciel akademicki. Był dyrektorem medycznym i dyrektorem Kliniki Kardiochirurgii w Centrum Serca (niem. Herzzentrum Leipzig), Uniwersytetu w Lipsku w latach 1994–2017.

## Życiorys
Po ukończeniu szkoły średniej rozpoczął studia medyczne na Wolnym Uniwersytecie w Berlinie w 1972, od 1974 do 1978 kontynuował je na Uniwersytecie Fryderyka Wilhelma w Bonn oraz na Uniwersytecie Nowej Południowej Walii, w Sydney, Australia. W latach 1977–1978 pracował jako lekarz stażysta na Rheinische Friedrich-Wilhelms-Universität Bonn, a w latach 1978–1981 jako asystent naukowo-dydaktyczny w zakresie kardiochirurgii. Tam w 1980 uzyskał stopień doktora medycyny. W 1984 został specjalistą w zakresie chirurgii ogólnej (Szpital Św. Józefa w Troisdorf, Oddział Chirurgii), a w 1986 specjalistą chirurgii naczyniowej.
W latach 1986–1987 był pracownikiem naukowym w Kardiologii i Chirurgii Cedars-Sinai Medical Center, School of Medicine, Uniwersytet Południowej Kalifornii, Los Angeles, USA.
1988 starszy lekarz (niem. Oberarzt) w Klinice kardiochirurgii w Bonn, 1989 uzyskuje tytuł specjalisty w kardiochirurgii
W latach 1990–1994 przeniósł się do Georg-August-Universität Göttingen na stanowisko profesora C3 Kliniki Kardiochirurgii.
Od 1994 do 2017 pełnił funkcję dyrektora medycznego i dyrektora Kliniki Kardiochirurgii w Lipskim Centrum Kardiologicznym Uniwersytetu w Lipsku. Profesor Mohr zasłynął w dziedzinie kardiochirurgii dzięki zastosowaniu lasera, na przykład przy rekanalizacji tętnic wieńcowych i w okluzji obwodowych naczyń tętniczych.
W 1998 wykonał po raz pierwszy w świecie pomosty aortalno-wieńcowe z użyciem robota.
Mohra interesowały problemy diagnostyczne i terapeutyczne, które mogą być skutkiem operacji wieńcowych. Oprócz rutynowych operacji serca rozwinął zabiegi pomostowania tętnic wieńcowych bez użycia krążenia pozaustrojowego (OPCAB). Kolejnym obszarem badań była wymiana zastawek serca, a w szczególności wymiana zastawek na zastawki sztuczne przede wszystkim na bioprotezy bez rusztowania oraz przezcewnikowe wszczepienie zastawki aortalnej (TAVI). Do przejścia na emeryturę w 2017 zoperował około 12 000 serc
Friedrich Wilhelm Mohr jest żonaty i ma dwójkę dzieci.

## Nagrody
- od 1999: Członek Niemieckiej Akademii Przyrodników Leopoldina
- 2006: Nagroda Franza Loogena
- 2008: Nagroda Etyki, Europejskie Stowarzyszenie na rzecz Przezskórnych Interwencji Układu Sercowo-Naczyniowego (European Association for Percutaneous Cardiovascular Interventions)
- 2010: Doktor honoris causa na Universidad de Marón, Argentyna
- 2010: Federalny Krzyż Zasługi I klasy[7]